# Роско Танер
Роско Танер (на английски: Roscoe Tanner) е американски тенисист.

## Биография
Леонард Роско Танер III е роден на 10 октомври 1951 г. в Чатануга, Тенеси. Завършва училище „Бейлър“ в Чатануга и със съотборника си Санди Майер помага за издигането на Станфордския университет до национална известност в колегиалния тенис. Танер играе номер едно на сингъл, а Санди Майер играе номер две. През 1972 г. Танер и Майер печелят шампионата на NCAA на двойки, а отборът на Станфорд завършва втори в турнира на NCAA, след Тринити (Тексас).

## Кариера
Роско Танер достига в световната ранглиста до номер 4 на сингъл, на 30 юли 1979 г. 
Известен е с мощния си сервис с лява ръка. На 19 февруари 1978 г. в кънтри клуб „Мишън Хилс“ в Ранчо Мираж, Калифорния, по време на синглите на Американ Еърлайнс Тенис, изпълнява сервиз със скорост 153 мили в час (246 км/ч).
Той печели титлата на сингъл при мъжете на първия от двата турнира Аустралиън Оупън, проведени през 1977 г. Танер печели турнира, проведен през януари. Достига до финал на Уимбълдън през 1979 г., като губи от Бьорн Борг в пет сета.
Роско Танер печели Купа Дейвис през 1981 г., с отбора на САЩ, Джон Макенроу, Елиът Телчър и Питър Флеминг, с капитан Артър Аш.

## Кариерна статистика

#### Титли на турнири отГолям шлем(1)
| година   | турнир       | съперник      | резултат            |
| -------- | ------------ | ------------- | ------------------- |
| 1977 яну | ОП Австралия | Гилермо Вилас | 6 – 3, 6 – 3, 6 – 3 |

#### Финали на турнири отГолям шлем(1)
| година | турнир    | съперник   | резултат                               |
| ------ | --------- | ---------- | -------------------------------------- |
| 1979   | Уимбълдън | Бьорн Борг | 7 – 6(7–4), 1 – 6, 6 – 3, 3 – 6, 4 – 6 |